# Jules Poillot
Pour les articles homonymes, voir Poillot.
Jules Poillot, né le 9 septembre 1864 à Arnay-le-Duc et mort le 25 avril 1942 à Montbard (Côte-d'Or), est un médecin et homme politique français.

## Biographie
Conseiller général et maire de Montbard, Jules Poillot se présente aux élections législatives de 1928 en tant que candidat radical indépendant. Élu, puis réélu en 1932, il siège pendant huit ans au groupe centriste de la Gauche radicale.
Ses prises de position à la Chambre des députés le situent néanmoins dans la frange la plus progressiste des députés du centre : il est en effet partisan de la paix par le désarmement, du renforcement de la Société des Nations ; dans le champ social, il milite en faveur des inspections médicales dans les écoles, du versement d'allocations aux familles et de l'intéressement des travailleurs aux résultats de leur entreprise. Enfin, il n'hésite pas à recommander l'abaissement du nombre de parlementaires et la réductions de leurs indemnités afin de faire réaliser des économies à l'État.
Il ne se représente pas lors des élections législatives de 1936.